# Tadarida
Tadarida са род дребни бозайници от семейство Булдогови прилепи (Molossidae). Включват около десет вида, един от които е разпространен в Америка, а останалите — в по-голямата част от Стария свят. В България се среща един вид – булдоговият прилеп (Tadarida teniotis).

## Видове
- Tadarida aegyptiaca
- Tadarida australis
- Tadarida brasiliensis
- Tadarida fulminans
- Tadarida insignis
- Tadarida kuboriensis
- Tadarida latouchei
- Tadarida lobata
- Tadarida teniotis – Булдогов прилеп
- Tadarida ventralis